# Ryota Takahashi
Ryota Takahashi (高橋 良太 Takahashi Ryota?, nacido el 28 de diciembre de 1986 en Tokushima, Tokushima) es un exfutbolista japonés. Jugaba de centrocampista y su último club fue el FC Kariya de Japón.

## Trayectoria

### Clubes
| Club                 | País  | Año         |
| -------------------- | ----- | ----------- |
| Nagoya Grampus Eight | Japón | 2005 - 2006 |
| FC Kariya            | Japón | 2007 - 2009 |
| Zweigen Kanazawa     | Japón | 2010        |
| FC Kariya            | Japón | 2011 - 2014 |